# Philipp Joachim von Roman
Philipp Joachim Freiherr von Roman (auch Philipp Joachim de Saint-Roman; * 19. September 1702 in Stargard; † 10. Januar 1786 in Ludwigsburg) war hugenottischer Generalleutnant der Reichstruppen im Siebenjährigen Krieg. Er gilt als Stammvater der deutschen Linie des Geschlechts der Roman.

## Leben
Philipp Joachim Freiherr von Roman wurde am 19. September 1702 in Stargard geboren. Der Vater Pierre Roman de Saint-Roman war in Aix-en-Provence zur Welt gekommen. Die Familie Roman gehörte zum alten, französischen Adel. Allerdings nahmen Teile des Geschlechts im 17. Jahrhundert die protestantische Lehre an. Als Hugenotten erlebten sie die Auseinandersetzungen um die wahre Konfession in Frankreich. Während der Onkel Philipp Hugo de Roman wegen seines Glaubens in die Bastille geworfen wurde, floh Pierre Roman nach dem Widerruf des Edikts von Nantes ins Heilige Römische Reich.
Hier machte er als Militär unter dem brandenburgischen Kurfürsten und späteren König in Preußen Friedrich I. Karriere. Pierre Roman kämpfte vor allem im Pfälzischen Erbfolgekrieg auf dem Gebiet der heutigen Niederlande und wurde später vom König mit Gütern in Pommern ausgestattet. Der Sohn Philipp Joachim trat in die Fußstapfen seines Vaters und wurde zunächst Mitglied der württembergischen Garde. Aufgrund seiner adeligen Herkunft stieg Philipp Joachim in dieser Zeit zum Offizier auf. Er kämpfte im Polnischen Erbfolgekrieg am Rhein unter Prinz Eugen.
Als Offizier nahm er am Siebenjährigen Krieg aufseiten der Reichsarmee teil. Infolge der erfolgreichen Auseinandersetzungen wurde Philipp Joachim von Roman im Jahr 1757 zum Generalleutnant ernannt. Nach dem Ende des Krieges ernannte ihn sein Dienstherr Herzog Carl Eugen von Württemberg zum Kommandeur de l’ordre milit. de St. Charles und Kommandanten der Festung Hohentwiel. Mit dem Erwerb der ererbten Güter seiner Ehefrau 1776 wurde Philipp Joachim Herr über das Schloss Schernau im Ritterkanton Steigerwald sowie über die freiadelige Herrschaft Schatthausen im Württembergischen. Philipp Joachim starb am 10. Januar 1786 in Ludwigsburg.

## Ehe und Nachkommen
Im Jahr 1742 ehelichte Philipp Joachim Baron de Roman Sofia Juliana von Brüggen zu Schatthausen und Schernau (* 3. Februar 1721 in Schatthausen; † 2. November 1801 in Schernau). Die Ehefrau entstammte mütterlicherseits der Familie von Weitershausen, die in den Jahrzehnten vor Julianas Geburt auf die Güter in Schernau Anspruch erhoben hatten. Nach einer längeren, gerichtlichen Auseinandersetzung erhielt Philipp Joachim und seine Ehefrau schließlich 1776 die Güter in Franken zugesprochen. Aus der Ehe gingen mehrere Kinder hervor. Der erstgeborene Sohn Ernst übernahm die Güter.
- Ernst Freiherr von Roman (* 24. Februar 1759 in Ludwigsburg; † 31. März 1834 in Schernau)